# Leptotogea aterrima
Leptotogea aterrima là một loài tò vò trong họ Ichneumonidae.